# 沃爾切德勒姆島
62°27′03″S 60°48′48″W / 62.45083°S 60.81333°W
沃爾切德勒姆島（Valchedram Island），是南極洲的島嶼，位於利文斯頓島北面，屬於南設得蘭群島的一部分，處於希里夫角西北面1.55公里和聖特爾莫島東北面2.2公里，現時由南極條約體系管理。